# Nationella Konstgalleriet (Sofia)

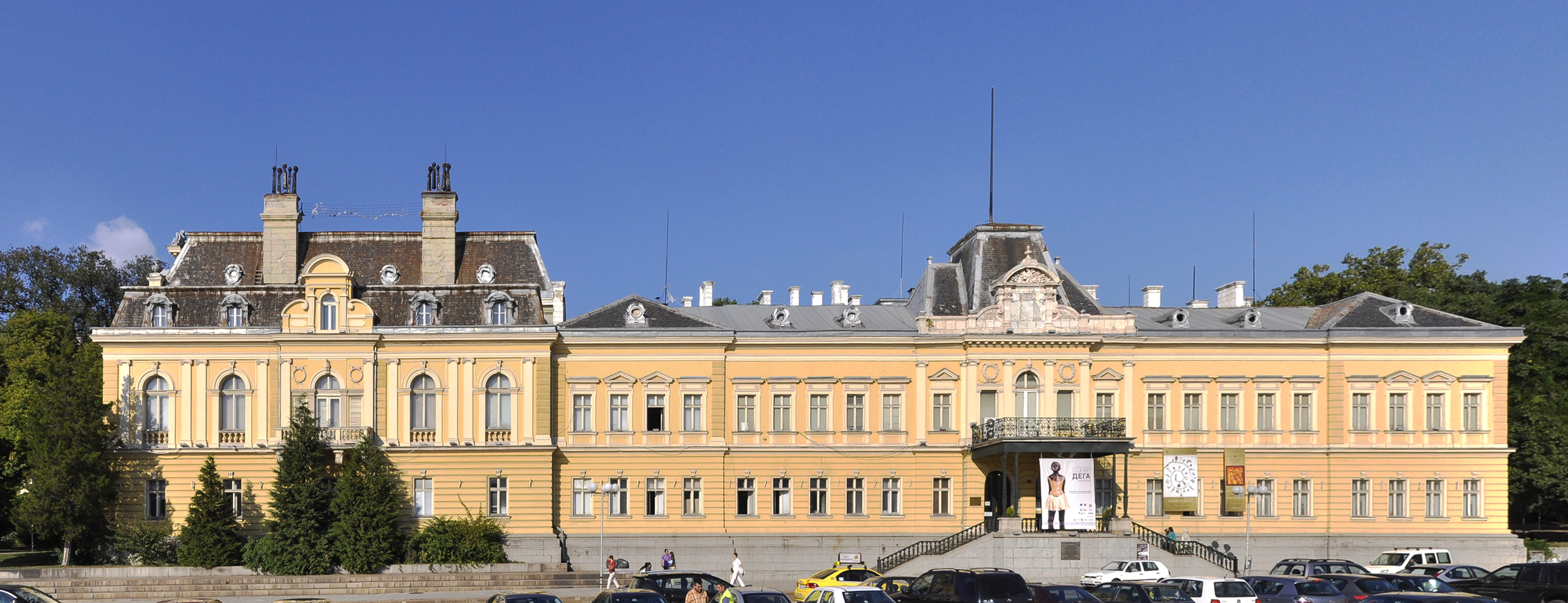
Nationella Konstgalleriet (Sofia)

Nationella Konstgalleriet är ett konstgalleri och ett palats i Sofia i Bulgarien.  Byggnaden uppfördes 1880-82 och var furste- och tsarfamiljens officiella residens till 1944, även om det i praktiken mest användes för representation. Nationella Konstgalleriet grundades 1934, och har inhysts i byggnaden sedan 1946. 